# Délit de conduite en état d'ivresse manifeste
La conduite en état d'ivresse manifeste est un délit pénal en France puni de 2 ans d'emprisonnement et de 4 500 € d'amende, selon l'article L234-1 (II) du Code de la route.
Il ne s'agit pas d'une infraction relative à une alcoolémie particulière, mais à des troubles du comportement. Des vérifications peuvent néanmoins avoir lieu, pour leur force probante.
La prévention du chef de ce délit est incompatible avec celle du délit de conduite sous l'empire d'un état alcoolique.